# 相模原市立中沢中学校
相模原市立中沢中学校（さがみはらしりつ なかざわちゅうがっこう）は、神奈川県相模原市緑区城山二丁目にある公立中学校。

## 通学区域
- 相模原市緑区[1]
  - 川尻6028~6048
  - 城山1丁目
  - 城山2丁目
  - 城山3丁目
  - 城山4丁目
  - 谷ヶ原1丁目
  - 谷ヶ原2丁目
  - 中沢
  - 若葉台1丁目
  - 若葉台2丁目
  - 若葉台3丁目
  - 若葉台4丁目
  - 若葉台5丁目
  - 若葉台6丁目
  - 若葉台7丁目

## 進学前小学校
- 相模原市緑区
  - 相模原市立広陵小学校